# Lの世界 ジェネレーションQ
『Lの世界 ジェネレーションQ』（エルのせかい ジェネレーションキュー、原題：The L Word: Generation Q）は、2019年12月8日から2023年1月22日までアメリカ合衆国のケーブルテレビ局・Showtimeにて放送されていたテレビドラマ。2004年から2009年まで同局で放送されたドラマ『Lの世界』の続編であり、レズビアンやバイセクシャル、トランスジェンダー、クエスチョニングなどLGBTQ+の人々の恋愛や人間模様を描く群像劇。ショーランナーはマリア・ルイス・ライアン。アメリカではシーズン3まで放送され、2023年1月22日にシーズン3の最終回が放送されたが、showtimeとParamount+の経営統合に伴うコンテンツ整理の対象になった為、同年3月に打ち切りが発表された。
日本では、2020年8月28日から日本語字幕版・吹き替え版が動画配信サービスのHuluにて独占配信中。

## ストーリー

### シーズン1
ジェニー・シェクターの死から10年が経ったアメリカ・ロサンゼルス。エリック・ガーセッティの後任としてロサンゼルス市長選に立候補したベット・ポーターは、記者会見の生中継中に、当時の部下フェリシティと肉体関係にあったことを彼女の元夫から告発され、当選の座を脅かされる。アリスはトーク番組の司会者として成功を収め、セラピストのナットと交際中。ナットの2人の連れ子の親となり、ナットの元パートナーで子どもたちの実親のジジとも上手くやろうと奮闘する。シェーンはパリとニューヨークのヘアサロンを売却してLAに戻り、ベットやアリスと再会する。
シルバーレイクでは、ダニ・ヌーニェス、ソフィ・スアレス、マイカ・リーらLGBTQ+コミュニティの若者たちがシェアハウスをして暮らしていた。父親が経営する大手製薬会社で広報として働くしっかり者のダニと、アリスの番組プロデューサーの陽気なソフィは恋人同士。トランスジェンダーのマイカは大学の非常勤教授で、隣家に越してきたホゼに夢中になる。仲間内のムードメーカーのサラ・フィンリーは、アリスの番組アシスタントでソフィの同僚。アリスを介してシェーンと出会ったフィンリーは、ひょんなことからシェーンの新居に居候することに。
ベットとティナの娘のアンジーは高校生になり、親友のジョルディと自由気ままなハイスクールライフを謳歌していた。ところが、ベットのスキャンダルがアンジーの学校生活にも影を落とす。

## 登場人物

### メインキャラクター
ベット・ポーター
演 - ジェニファー・ビールス / 日本語吹替 - 唐沢潤
シェーン・マッカチョン
演 - キャサリン・メーニッヒ / 日本語吹替 - 木内レイコ
アリス・ピエゼッキー
演 - レイシャ・ヘイリー / 日本語吹替 - シーズン1：よのひかり・シーズン2：本田貴子
ダニ・ヌーニェス
演 - アリエンヌ・マンディ / 日本語吹替 - 杉山里穂
ジジ・ゴルバニ
演 - セピデ・モアフィ / 日本語吹替 - 渡辺ゆかり
マイカ・リー
演 - レオ・シェン / 日本語吹替 - 左座翔丸
サラ・フィンリー
演 - ジャクリーン・トボーニ / 日本語吹替 - 小若和郁那
ソフィ・スアレス
演 - ロザニー・ザヤス / 日本語吹替 - 小林さとみ
アンジェリカ・"アンジー"・ポーター＝ケナード
演 - ジョーダン・ハル
シーズン - 2（シーズン1のみサブキャラクター）

### サブキャラクター
ホゼ
演 - フレディ・ミヤレス
テス
演 - ジェイミー・クレイトン
ロドルフォ・ヌーニェス
演 - カルロス・レアル
ピアース・ウィリアムズ
演 - ブライアン・マイケル・スミス
ナタリー・"ナット"・ベイリー
演 - ステファニー・オーリン / 日本語吹替 - 野首南帆子
マリベル・スアレス
演 - ジリアン・メルカド / 日本語吹替 - 武隈史子
レベッカ
演 - オリヴィア・サールビー / 日本語吹替 - 桃江トウコ
フェリシティ・アダムス
演 - ラターシャ・ローズ
ジョルディ
演 - ソフィ・ジャナモア / 日本語吹替 - 野首南帆子
キアラ・トンプソン
演 - レックス・スコット・デイヴィス / 日本語吹替 - 小若和郁那
トム・モールツビー
演 - ドナルド・フェイソン
シーズン - 2

### スペシャルゲスト
ティナ・ケナード
演 - ローレル・ホロマン
シーズン - 1、2
ロクサーヌ・ゲイ
演 - ロクサーヌ・ゲイ
シーズン - 1
ミーガン・ラピノー
演 - ミーガン・ラピノー
シーズン - 1

## エピソード一覧
『Lの世界 ジェネレーションQ』のアメリカ放送日
| シーズン | シーズン | 話数 | 話数 | 放送期間       | 放送期間       |
| シーズン | シーズン | 話数 | 話数 | 初回放送       | 最終回放送     |
| -------- | -------- | ---- | ---- | -------------- | -------------- |
|          | 1        | 8    | 8    | 2019年12月8日  | 2020年1月26日  |
|          | 2        | 10   | 10   | 2021年8月8日   | 2021年10月11日 |
|          | 3        | 10   | 10   | 2022年11月20日 | 2023年1月22日  |

### シーズン1 (2019–20)
- アメリカ (Showtime)： 2019年12月8日 - 2020年1月26日  ※全8話
- 日本 (Hulu) 字幕版・吹き替え版：2020年8月28日 -

| 通算 | 話数 | 邦題 原題                            | 監督                         | 脚本                                                                 | アメリカ放送日 | 視聴者数 （万人） |
| ---- | ---- | ------------------------------------ | ---------------------------- | -------------------------------------------------------------------- | -------------- | ----------------- |
| 1    | 1    | "新たなスタート" "Let's Do It Again" | ステフ・グリーン             | マリア・ルイス・ライアン                                             | 2019年12月8日  | 0.241             |
| 2    | 2    | "真実の愛" "Less Is More"            | アリソン・リッディ＝ブラウン | マリア・ルイス・ライアン                                             | 2019年12月15日 | 0.236             |
| 3    | 3    | "傷ついた心" "Lost Love"             | サラ・ピア・アンダーソン     | レジーナ・Y・ヒックス                                                | 2019年12月22日 | 0.248             |
| 4    | 4    | "クィア・クイーン" "LA Times"        | ステフ・グリーン             | メロディー・ダーロション                                             | 2019年12月29日 | 0.226             |
| 5    | 5    | "選択" "Labels"                      | エリカ・ワトソン             | タチアナ・スワレス＝ピコ                                             | 2020年1月5日   | 0.171             |
| 6    | 6    | "やり残したこと" "Loose Ends"        | ローガン・キベンス           | ナンシー・C・メヒア                                                  | 2020年1月12日  | 0.207             |
| 7    | 7    | "止まらぬ気持ち" "Lose It All"       | ジェニファー・アーノルド     | フランチェスカ・バトラー                                             | 2020年1月19日  | 0.241             |
| 8    | 8    | "決断" "Lapse in Judgement"          | マリア・ルイス・ライアン     | マリア・ルイス・ライアン アリー・ロマーノ トーマス・ペイジ・マクビー | 2020年1月26日  | 0.218             |

### シーズン2 (2021)
- アメリカ (Showtime)：2021年8月8日 - 2021年10月11日  ※全10話
- 日本 (Hulu) 字幕版・吹き替え版：2021年12月24日 -

| 通算 | 話数 | 邦題 原題                              | 監督                       | 脚本                                                             | アメリカ放送日 | 視聴者数 （万人） |
| ---- | ---- | -------------------------------------- | -------------------------- | ---------------------------------------------------------------- | -------------- | ----------------- |
| 9    | 1    | "招かれざる客" "Let's to the Party"    | マリア・ルイス・ライアン   | マリア・ルイス・ライアン                                         | 2021年8月8日   | 0.118             |
| 10   | 2    | "拠り所" "Lean on Me"                  | マリア・ルイス・ライアン   | ジョネル・レノン                                                 | 2021年8月15日  | 0.057             |
| 11   | 3    | "幸運の女神" "Luck Be a Lady"          | マリア・ルイス・ライアン   | メイシャ・クロッソン                                             | 2021年8月22日  | 0.135             |
| 12   | 4    | "揺れる思い" "Lake House"              | サラ・ピア・アンダーソン   | トーマス・ペイジ・マクビー                                       | 2021年8月29日  | 0.100             |
| 13   | 5    | "グッバイ・ロブスター" "Lobsters, Too" | サラ・ピア・アンダーソン   | ナンシー・C・メヒア                                              | 2021年9月5日   | 0.097             |
| 14   | 6    | "カラオケナイト" "Love Shack"          | カトレル・キンドレッド     | マリア・ルイス・ライアン リサ・クインテラ ジュリア・ハンナフィン | 2021年9月13日  | 0.082             |
| 15   | 7    | "光" "Light"                           | ローズ・トローシュ         | メイシャ・クロッソン                                             | 2021年9月20日  | 0.054             |
| 16   | 8    | "愛を伝えたい人" "Launch Party"        | ハイファ・アル＝マンスール | メロディー・ダーロション                                         | 2021年9月27日  | 0.021             |
| 17   | 9    | "希望と絶望" "Last Dance"              | ハイファ・アル＝マンスール | アリー・ロマーノ                                                 | 2021年10月4日  | 0.035             |
| 18   | 10   | "それぞれが進む道" "Last Call"         | マリア・ルイス・ライアン   | マリア・ルイス・ライアン                                         | 2021年10月11日 | 0.097             |

### シーズン3 (2022–23)
- アメリカ (Showtime)：2022年11月20日 - 2023年1月22日  ※全10話
- 日本 (Hulu) 字幕版・吹き替え版：2023年4月21日 -

| 通算 | 話数 | 邦題 原題                                   | 監督                   | 脚本                                             | アメリカ放送日 | 視聴者数 （万人） |
| ---- | ---- | ------------------------------------------- | ---------------------- | ------------------------------------------------ | -------------- | ----------------- |
| 19   | 1    | それぞれの1年 Last Year                     | Katrelle N. Kindred    | マリア・ルイス・ライアン                         | 2022年11月20日 | 0.067             |
| 20   | 2    | 渋滞の夜 Los Angeles Traffic                | Katrelle N. Kindred    | Julia Hannafin                                   | 2022年11月27日 | N/A               |
| 21   | 3    | マッチングショー Quiz Show                  | Em Weinstein           | Melody Derloshon                                 | 2022年12月4日  | N/A               |
| 22   | 4    | ハロウィーン Last to Know                   | Em Weinstein           | Marja-Lewis Ryan & Nova Cypress Black            | 2022年12月11日 | N/A               |
| 23   | 5    | 波乱の日 Locked Out                         | Nancy C. Mejía         | Melody Derloshon & Nina Kim                      | 2022年12月18日 | 0.059             |
| 24   | 6    | 宇宙への問いかけ Questions for the Universe | Nancy C. Mejía         | Alison Wong                                      | 2022年12月25日 | N/A               |
| 25   | 7    | 交錯する思い Little Boxes                   | Em Weinstein           | María Renée Prudencio                            | 2023年1月1日   | N/A               |
| 26   | 8    | 家族との時間 Quality Family Time            | Em Weinstein           | Allie Romano                                     | 2023年1月8日   | N/A               |
| 27   | 9    | 嵐の前の静けさ Quiet Before the Storm       | キャサリン・メーニッヒ | Melody Derloshon                                 | 2023年1月15日  | N/A               |
| 28   | 10   | 未来に向かって Looking Ahead                | レイシャ・ヘイリー     | Marja-Lewis Ryan & Courtney Edwards & Scout Comm | 2023年1月22日  | N/A               |

## 製作
2017年7月11日、『Lの世界』の続編ドラマがShowtimeで企画されていることが報じられた。映画『4つの嘘と愛』や『シックス・バルーン』などの脚本や監督を務めたマリア・ルイス・ライアンがショーランナー兼制作総指揮を担当。
2020年1月13日、本作のシーズン2の製作が決定したことが発表された。当初、シーズン2は2020年後半に放送開始予定だったが、新型コロナウイルス感染症の世界的流行の影響で撮影開始が遅れ、最終的に2020年12月から製作が開始された
。
2022年2月4日、シーズン3（10話構成）の製作が決定し、2023年1月23日に最終回が放送されたが、同年3月に打ち切りが発表された。
なお、『The L Word: New York』との仮題で、ニューヨークを舞台にしたスピンオフ版の企画が浮上しているが、現時点では詳細不明。

## 評価

### 批評
本作は批評集積サイトのRotten Tomatoesに31件のレビューがあり、批評家支持率は81%、平均点は10点満点で6.9点となっている。また、Metacriticには13件のレビューがあり、加重平均値は60/100となっている。

### 受賞・ノミネート
| 年   | 賞                    | 部門             | 対象                          | 結果       | 出典   |
| ---- | --------------------- | ---------------- | ----------------------------- | ---------- | ------ |
| 2020 | 第31回GLAADメディア賞 | ドラマシリーズ賞 | 『Lの世界 ジェネレーションQ』 | ノミネート | [ 30 ] |
| 2022 | 第33回GLAADメディア賞 | ドラマシリーズ賞 | 『Lの世界 ジェネレーションQ』 | ノミネート | [ 31 ] |